# 行政管理學派
此派以法國學者費堯為代表，以組織的中上層的工作為研究中心，所以稱作行政管理學派，除了費堯之外，還有其他著名學者古立克(Gulick)、尤偉克(Urwick)、孟尼(Mooney)和雷利(Reilly)等人。

## 理論

### 費堯
其人是從組織的最高層逐層往下研究，其在1908年發表《論一般管理上的原則》；在1916年所出版的《一般管理和工業管理》，其論點如下：

#### 五大功能
- 1.規劃(to plan)、
- 2.組織(to organize)、
- 3.指揮(to command)、
- 4.協調(to coordinate)、
- 5.控制(to control)五種。

#### 六大工作
- 一、技術工作，例如:生產、裝配、製造等。
- 二、商業工作，例如:購買、販賣、交換等。
- 三、財務工作，例如:資金爭取、運用等。
- 四、保全工作，例如:資產、人員的保護等。
- 五、會計工作，例如:預算、決算、盤點等。
- 六、管理工作，例如:計畫、組織、指揮、協調、考核等。

#### 五大原則
費堯認為組織設計應依據五項原則簡稱OSCAR:
- 一、目標(Objective):組織應有明確的目標。
- 二、專業化(Specialization):每個人所做的工作應該嚴格限定一種。
- 三、協調(Coordination):應規劃各個協調方法。
- 四、權威(Authority):組織應有位最高權威者並建立明確的權威系統。
- 五、職責(Responsibility):權責相符。

#### 十四項管理原則(principles of management)
- 一、專業分工:工作專精可提升專業能力、便利訓練。
- 二、命令統一(unity of command):下屬只能接受一位上司的命令。
- 三、層級鎖鍊原則:組織從上至下應該有套非常明確、不中斷的權力層級和溝通管道。
- 四、權力集中原則:管理組織是由上而下，最後權利由最高領導者掌握不旁落。
- 五、權責相當原則:組織每個成員的權力、職責須相符。
- 六、紀律嚴明。
- 七、目標一致。
- 八、組織至上。
- 九、酬勞合理。
- 十、行事有秩。
- 十一、公平公正。
- 十二、積極進取。
- 十三、人事安定。
- 十四、團隊精神。

### 古立克
他和尤偉克在公元1937年合編行政科學論文集。古立克於書中提出POSDCORB的公共行政管理理論的七個要項(亦稱行政管理七項功能、七字箴言):
一、P是計畫(Planning):擬定要完成的工作大綱、完成之法。
二、O是組織(Organizing):建立正式之權力結構，以從事各工作單位的安排、界定、協調。
三、S是用人(Staffing):全部的人事作業，包含選拔、任用、訓練、待遇。
四、D是指揮(Directing):包含指揮系統的設定、權責分配、命令服從的確立。
五、CO是協調(Coordinating):組織垂直、橫向之間的工作聯繫、協調。
六、R是報告(Reporting):讓每個成員了解組織進度情況，包含工作績效、業務進展的紀錄、分析、審查、評估等。
七、B是預算(Budgeting):有關財務運用方面的活動，包含預算編制、運用、會計、審計等。
POSDCORB合起來的意思是:行政、管理在制定切實可行的計畫，建立合理組織架構，運用有效人力資源經適切指揮、協調，定期或適時向有關單位、人員、公眾報告，妥善運用經費以執行業務並進行必要管制、考核。

### 孟尼
美國通用汽車高級主管。和雷禮(Allen Reilley)於公元1931年合著邁向工業(Onward Industry)一書，此書強調三大管理原則:
一、協調原則。
二、階梯程序。
三、橫向功能化。

## 評判
一、費堯的管理原則只有組織結構層面，但是忽略組織內的行為層面。
二、完全討論應然未涉及實然，換而言之是屬於規範性之陳述非描述性之陳述。
三、費堯提出的管理功能、原則，為現代管理研究提供一個重要的架構，而被譽為管理理論之父(Father of Management Theory)。
四、費堯的組織理論著重於組織管理，可運用各種組織中，所以對公部門而言，其適用性和造成的影響，均比泰勒的理論深遠，法國即率先把此理論用在政府的郵政機關。

## 評述

### 優點
一、顧慮控制幅度問題，一位主管所能監督的人數不能無限擴大。
二、對政府行政影響較為深遠。

### 行政管理學派的限制
一、命令統一原則增加溝通歷程，有礙於效率，行政原則是組織現象對組織問題、行為的了解並沒幫助，而且組織分部化原則無法做進一步分析的基礎，因為未提起反原則，所以賽蒙稱之「行政諺語」。
二、原則和原則之間並沒仔細分析關聯性。
三、忽略組織內部的行為層面。
四、對行政管理之解釋或分析指是種闡述性理論，可因觀點不同而各說其詞，例如張金鑑主張行政要素為十五M。